# XO-3
XO-3 – gwiazda znajdująca się 850 lat świetlnych od Ziemi w gwiazdozbiorze Żyrafy. Jej wielkość gwiazdowa wynosi w przybliżeniu 10 magnitudo. Obiekt nie jest widoczny z Ziemi gołym okiem, ale można go zaobserwować przy użyciu małego teleskopu.

## System planetarny
Jedyną znaną planetą orbitującą wokół XO-3 jest XO-3 b. Ze względu na swoją masę obiekt może być brązowym karłem. Planeta została odkryta w 2007 roku metodą tranzytu przy użyciu teleskopu XO. 